# Samsung Galaxy Note 8.0
Samsung Galaxy Note 8.0 — 8-дюймовый интернет-планшет, разработанный и производимый Samsung Electronics.
Это второй планшет из семейства Galaxy Note, которое выделяется наличием фирменного стилуса S Pen (S от Samsung), как устройства ввода для различных задач, например, для эскизов и заметок.

## История
Galaxy Note 8.0 представили в феврале 2013 года на Mobile World Congress в Барселоне (Испания).
8-дюймовый экран.
Устройство оснащено 1.6 ГГц четырёхъядерным процессором Exynos с 2GB RAM. 
Может иметь 16 или 32 ГБ внутренней флеш-памяти + до 64 ГБ на Micro SD.
Планшет работает под управлением Андроид версии 4.4.2 или 4.4.4 (данная версия была выпущена для Польши). Так же на данный момент выпущено несколько кастомных прошивок c версиями Anroid вплоть до 7.1.2.